# Van Johnson
Charles Van Dell Johnson (Newport (Rhode Island), 25 de agosto de 1916 – Nyack, New York, 12 de dezembro de 2008), mais conhecido como Van Johnson, foi um ator norte-americano.

## Filmografia selecionada
| Cinema    | Cinema                            | Cinema                               | Cinema                                                                              |
| Ano       | Filme                             | Papel                                | Observação                                                                          |
| --------- | --------------------------------- | ------------------------------------ | ----------------------------------------------------------------------------------- |
| 1940      | Too Many Girls                    | Chorus boy #41                       | Não-creditado                                                                       |
| 1942      | Somewhere I'll Find You           | Tenente Wade Hall                    | Não creditado                                                                       |
| 1942      | The War Against Mrs. Hadley       | Michael Fitzpatrick                  |                                                                                     |
| 1943      | The Human Comedy                  | Marcus Macauley                      |                                                                                     |
| 1943      | Pilot No. 5                       | Everett Arnold                       |                                                                                     |
| 1943      | Madame Curie                      | Reporter                             |                                                                                     |
| 1943      | A Guy Named Joe                   | Ted Randall                          |                                                                                     |
| 1944      | Two Girls and a Sailor            | John Dyckman Brown III               |                                                                                     |
| 1944      | The White Cliffs of Dover         | Sam Bennett                          |                                                                                     |
| 1944      | Thirty Seconds Over Tokyo         | Ted Lawson                           |                                                                                     |
| 1945      | Week-End at the Waldorf           | Captain James Hollis                 |                                                                                     |
| 1945      | Thrill of a Romance               | Major Thomas Milvaine                |                                                                                     |
| 1946      | Till the Clouds Roll By           | Bandleader in Elite Club             |                                                                                     |
| 1946      | Easy to Wed                       | Bill Chandler                        |                                                                                     |
| 1947      | The Romance of Rosy Ridge         | Henry Carson                         |                                                                                     |
| 1948      | State of the Union                | Spike McManus                        | Título alternativo: The World and His Wife                                          |
| 1948      | Command Decision                  | Technical Sergeant Immanuel T. Evans |                                                                                     |
| 1949      | Mother Is a Freshman              | Professor Richard Michaels           | Título alternativo: Mother Knows Best                                               |
| 1949      | In the Good Old Summertime        | Andrew Delby Larkin                  |                                                                                     |
| 1949      | Battleground                      | Holley                               |                                                                                     |
| 1950      | Duchess of Idaho                  | Dick Layne                           |                                                                                     |
| 1951      | Grounds for Marriage              | Dr. Lincoln I. Bartlett              |                                                                                     |
| 1951      | Go for Broke!                     | Lieutenant Michael Grayson           |                                                                                     |
| 1951      | Too Young to Kiss                 | Eric Wainwright                      |                                                                                     |
| 1952      | Invitation                        | Daniel I. "Dan" Pierce               |                                                                                     |
| 1952      | When in Rome                      | Father John X. Halligan              |                                                                                     |
| 1952      | Plymouth Adventure                | John Alden                           |                                                                                     |
| 1954      | The Caine Mutiny                  | Lieutenant Steve Maryk               |                                                                                     |
| 1954      | Brigadoon                         | Jeff Douglas                         |                                                                                     |
| 1954      | The Last Time I Saw Paris         | Charles Wills                        |                                                                                     |
| 1955      | The End of the Affair             | Maurice Bendrix                      |                                                                                     |
| 1956      | 23 Paces to Baker Street          | Phillip Hannon                       |                                                                                     |
| 1957      | Action of the Tiger               | Carson                               |                                                                                     |
| 1959      | Web of Evidence                   | Paul Mathry                          | Título alternativo: Beyond This Place                                               |
| 1967      | Divorce American Style            | Al Yearling                          |                                                                                     |
| 1968      | Where Angels Go, Trouble Follows  | Father Chase                         |                                                                                     |
| 1968      | Yours, Mine and Ours              | Warrant Officer Darrel Harrison      |                                                                                     |
| 1969      | The Price of Power'               | President James Garfield             | Alternative titles: La muerte de un presidente Texas                                |
| 1971      | Eye of the Spider                 | Professor Orson Krüger               | Alternative title: L'occhio del ragno                                               |
| 1979      | Concorde Affaire '79              | Captain Scott                        |                                                                                     |
| 1979      | From Corleone to Brooklyn         | Lieutenant Sturges                   | Títulos alternativos: Da Corleone a Brooklyn The Sicilian Boss                      |
| 1980      | The Kidnapping of the President   | Vice President Ethan Richards        |                                                                                     |
| 1985      | The Purple Rose of Cairo          | Larry                                |                                                                                     |
| 1992      | Clowning Around                   | Mr. Ranthow                          |                                                                                     |
| Televisão |                                   |                                      |                                                                                     |
| Ano       | Título                            | Papel                                | Observação                                                                          |
| 1957      | The Pied Piper of Hamelin         | Pied Piper/Truson                    | Especial de TV                                                                      |
| 1959      | Dick Powell's Zane Grey Theater   | Frank Gilette                        | 1 episódio                                                                          |
| 1960      | General Electric Theater          | Jimmy Devlin                         | 1 episódio                                                                          |
| 1960      | The Ann Sothern Show              | Terry Tyler                          | 1 episódio                                                                          |
| 1965      | Ben Casey                         | Frank Dawson                         | 1 episódio                                                                          |
| 1966      | Batman                            | The Minstrel                         | 2 episódios                                                                         |
| 1967      | The Danny Thomas Hour             | Charlie Snow                         | 1 episode                                                                           |
| 1971      | The Virginian                     | Alonzo                               | 1 episódio                                                                          |
| 1971      | The Doris Day Show                | Charlie Webb                         | 1 episódio                                                                          |
| 1971      | Love, American Style              | Don                                  | 1 episódio                                                                          |
| 1972      | Maude                             | Henry                                | 1 episódio                                                                          |
| 1974      | McCloud                           | Dan Kiley                            | 1 episódio                                                                          |
| 1974      | McMillan and Wife                 | Harry Jerome                         | 1 episódio                                                                          |
| 1976      | Rich Man, Poor Man                | Marsh Goodwin                        | Indicado ao Primetime Emmy Award for Outstanding Lead Actor – Miniseries or a Movie |
| 1976      | Rich Man, Poor Man Book II        | Marsh Goodwin                        | Minissérie                                                                          |
| 1977      | Quincy, M.E.                      | Al Ringerman                         | 2 episódios                                                                         |
| 1982      | One Day at a Time                 | Gus Webster                          | 1 episódio                                                                          |
| 1983      | Tales of the Unexpected           | Gerry T. Armstrong                   | 1 episódio                                                                          |
| 1988      | The New Alfred Hitchcock Presents | Art Bellasco                         | 1 episódio                                                                          |